# Raymond Blanc
Raymond Blanc (ur. 19 listopada 1949 w Besançon) – francuski szef kuchni, właściciel sieci restauracji w Wielkiej Brytanii.

## Życiorys
Jest samoukiem. Sztuki gotowania uczył się początkowo pod kierunkiem matki, ale to jego dwie siostry kontynuowały naukę w restauracji, a młody Raymond został kelnerem. Pracował w prestiżowej restauracji Le Palais de la Bière w Besançon. Został z niej wyrzucony w 1972, kiedy po raz kolejny zirytował szefa kuchni doradzając mu, jak ma gotować.
Mimo iż nie znał dobrze języka angielskiego zdecydował się wyjechać do Anglii i rozpoczął pracę w restauracji The Rose Revived w Newbridge (hrabstwo Oxfordshire). Wkrótce poślubił córkę właściciela Jenny. Wraz z żoną w 1977 wziął kredyt pod zastaw domu i otworzył restaurację Les Quat’Saisons w Summertown, na przedmieściach Oxfordu. Restauracja trafiła do prestiżowego przewodnika po restauracjach brytyjskich Egona Ronaya i zdobyła 2 gwiazdki według Przewodnika Michelina.
W 1981 Blanc uruchomił sieć cukierni i piekarni pod marką Maison Blanc – część z nich działa do dzisiaj w Londynie i Oxfordzie. Od 1996 działa w Anglii sieć małych restauracji Blanca (Le Petit Blanc) oferując posiłki, zgodne z zasadami kuchni dobrej kuchni francuskiej, a zarazem przeznaczone dla biznesmenów i rodzin.
Od 2007 coraz częściej pojawia się w programach telewizyjnych, głównie w emitowanym przez BBC programie The Restaurant. Jest także autorem kilku książek kucharskich, z których najbardziej znanym tytułem jest praca Cooking for Friends.
W życiu prywatnym był dwukrotnie żonaty. Po rozwodzie z pierwszą żoną poślubił psychoterapeutkę Kati Cottrell. Po rozwodzie z Cottrell związał się z Rosjanką Natalią Traxel.